# لوبرا
لوبرا (به اسپانیایی: Llovera) یک منطقهٔ مسکونی در اسپانیا است که در سولسونس واقع شده‌است. لوبرا ۳۹٫۲ کیلومتر مربع مساحت دارد.